# Pont de Varlungo
Le  pont de Varlungo (en italien : ponte di Varlungo) est un des ponts de Florence sur l'Arno.

## Situation
L'ouvrage est situé en aval du centre de Florence et relie les quartiers de Varlungo au nord et de Nave a Rovezzano, ainsi que la commune de Bagno a Ripoli, sur la rive sud de l'Arno. 
Construit en béton armé et acier, il a une longueur totale de 375 mètres, pour une portée de 127 mètres et une hauteur maximale de 18 mètres.
Il est constitué de trois tabliers dont un central qui comprend une chaussée à double sens de circulation encadrée par deux trottoirs. Les deux autres, surélevés, encadrent le premier et supportent chacun une chaussée à deux voies de circulation. Celui de l'ouest, sur lequel la circulation s'effectue dans le sens nord-sud, porte le nom de Paolo Borsellino, et celui de l'est, sur lequel la circulation s'effectue dans le sens sud-nord, porte le nom de Giovanni Falcone.

## Historique
Les travaux, menés sur un projet de l'ingénieur Luciano Scali et de l'architecte Adriano Montemagni, commencent en 1979 et l'ouvrage est inauguré en 1981.

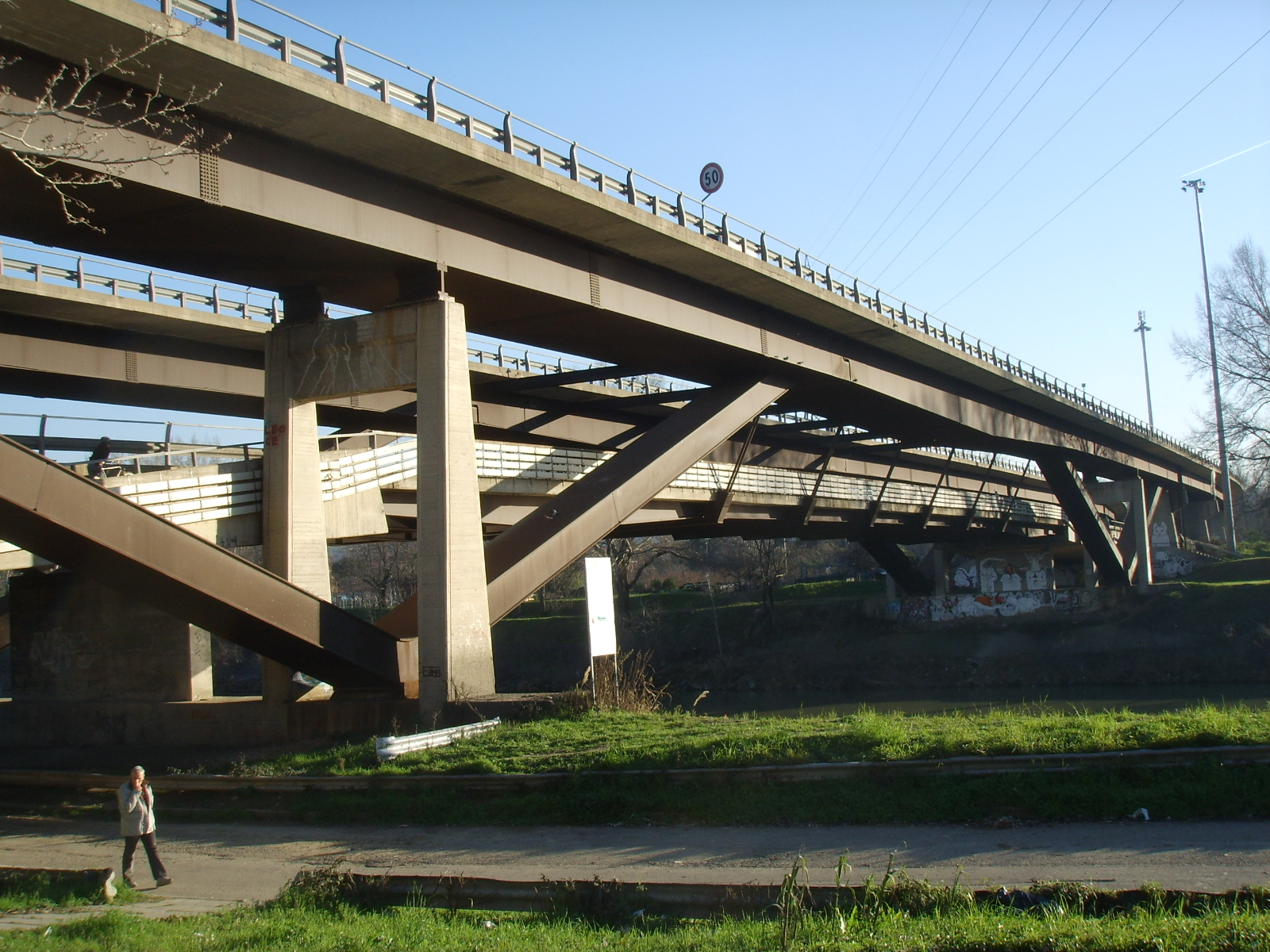
Structure du pont

## Sources
- (it) Cet article est partiellement ou en totalité issu de l’article de Wikipédia en italien intitulé « Ponte di Varlungo » (voir la liste des auteurs).